# Episodi di The Big Story (quinta stagione)
La quinta stagione della serie televisiva The Big Story è stata trasmessa in anteprima negli Stati Uniti d'America dalla NBC tra l'11 settembre 1953 e il 18 giugno 1954.
| nº | Titolo originale                                                  | Titolo italiano | Prima TV USA      | Prima TV Italia |
| -- | ----------------------------------------------------------------- | --------------- | ----------------- | --------------- |
| 1  | Rex Newman, Reporter for the Globe and News                       |                 | 11 settembre 1953 |                 |
| 2  | The Cat                                                           |                 | 18 settembre 1953 |                 |
| 3  | William Graves: The Springfield Leader and Press of Missouri      |                 | 25 settembre 1953 |                 |
| 4  | Bert Murray of the Los Angeles Daily News                         |                 | 2 ottobre 1953    |                 |
| 5  | William B. Moorhead of the Kansas City Star                       |                 | 9 ottobre 1953    |                 |
| 6  | Crime School: Don Kellerman of the Garden City Newsday            |                 | 16 ottobre 1953   |                 |
| 7  | Marvin Sleeper of the New York Journal-American                   |                 | 23 ottobre 1953   |                 |
| 8  | Robert L. Chase of the Rocky Mountain News                        |                 | 30 ottobre 1953   |                 |
| 9  | Bert Murray L.A. Reporter                                         |                 | 6 novembre 1953   |                 |
| 10 | Jack Setters of Nashville Tennessean Newspaper                    |                 | 13 novembre 1953  |                 |
| 11 | Robert Billeter of the Pendleton Times of Franklin, West Virginia |                 | 20 novembre 1953  |                 |
| 12 | Sam Jaffe of the San Francisco Chronicle                          |                 | 27 novembre 1953  |                 |
| 13 | Douglas Wildey of the Yonkers Herald Statesman of New York        |                 | 4 dicembre 1953   |                 |
| 14 | Episodio 5x14                                                     |                 | 11 dicembre 1953  |                 |
| 15 | Episodio 5x15                                                     |                 | 18 dicembre 1953  |                 |
| 16 | J. Harold Breslin of the Scranton Times                           |                 | 25 dicembre 1953  |                 |
| 17 | Thomas C. Gallagher of the Lowell Sun                             |                 | 4 gennaio 1954    |                 |
| 18 | Nye Beaman of the Waterbury Connecticut American                  |                 | 8 gennaio 1954    |                 |
| 19 | Lee Fuhrman of the Atlanta Georgia Constitution                   |                 | 15 gennaio 1954   |                 |
| 20 | Alfred E. Clark of the New York Times                             |                 | 22 gennaio 1954   |                 |
| 21 | Ed Engledow of the Lamesa (Texas) Daily Reporter                  |                 | 29 gennaio 1954   |                 |
| 22 | Fred Weinberg of the Duluth Minnesota News Tribune                |                 | 5 febbraio 1954   |                 |
| 23 | Linsey Whitten of the Lawton Constitution Oklahoma                |                 | 12 febbraio 1954  |                 |
| 24 | Paul Quick of the Columbus Ohio Citizen                           |                 | 19 febbraio 1954  |                 |
| 25 | Trudy Prokop of the Philadelphia Daily News                       |                 | 26 febbraio 1954  |                 |
| 26 | Vern Lechliter of the Wyoming Eagle                               |                 | 5 marzo 1954      |                 |
| 27 | Sidney Cavanaugh of the Binghamton Press                          |                 | 12 marzo 1954     |                 |
| 28 | Miss Edna Wright of the Chicago Daily News                        |                 | 19 marzo 1954     |                 |
| 29 | Wallace Beene of the Alexandria, LA Town Talk                     |                 | 26 marzo 1954     |                 |
| 30 | Charles G. Clayon of the St. Louis, MO Globe-Democrat             |                 | 2 aprile 1954     |                 |
| 31 | Grady Bennett of the Bloomington Herald-Telephone of Indiana      |                 | 9 aprile 1954     |                 |
| 32 | Jean Barrett of the Philadelphia Evening Bulletin                 |                 | 16 aprile 1954    |                 |
| 33 | Robert Cour of the Denver Colorado Post                           |                 | 23 aprile 1954    |                 |
| 34 | Wallace B. McCollum of the Albuquerque N.M. Tribune               |                 | 30 aprile 1954    |                 |
| 35 | Chet Holcombe of the Santa Barbara (CA) News-Press                |                 | 7 maggio 1954     |                 |
| 36 | C.E. Rouse of the Las Cruces (NM) Sun-News                        |                 | 14 maggio 1954    |                 |
| 37 | Hal Wilson of the Memphis Press-Scimitar                          |                 | 21 maggio 1954    |                 |
| 38 | Virgil Pierson of the Birmingham Age-Herald of Alabama            |                 | 29 maggio 1954    |                 |
| 39 | Jerome L. Smith of the Knickerbocker News of Albany               |                 | 4 giugno 1954     |                 |
| 40 | Arthur Petacque, Chicago Sun-Times                                |                 | 18 giugno 1954    |                 |